# Muhammad Boudiaf
Muhammad Boudiaf, alžirski politik, * 23. junij 1919, † 29. junij 1992, Annaba.
Boudiaf je bil ena ključnih osebnosti Alžirske osamosvojitvene vojne. Februarja 1992 je postal predsednik Vrhovnega državnega sveta Alžirije, organa pod nadzorom vojaške hunte, ki je pred tem razveljavila rezultate volitev zaradi zmage islamistov. Ta položaj je zasedal le nekaj mesecev, saj ga je konec junija istega leta umoril njegov telesni stražar.